# Volvo V50
A Volvo V50 a Volvo S40 kombi verziója. Kis, családi autó, amelyet a Volvo Cars gyárt. A 2003-as Bolognai Motor Show-n mutatták be a belgiumi Gentben gyártott modellt. Ebből a Ford C1 platformon alapuló, de a Mazda 3 kerekeit is felhasználó autóból a Volvo Cars mára már szinte egy "fogalomautót" gyártott. A V50 SV-t, aminek motorja 340 LE-t termel, a 2004-es Las Vegas-i Alkatrészek, Felszerelések és Tuning Termékek Nemzetközi Szakkiállításán mutatták be.
2008-ban a Volvo Car Company megerősítette, hogy az új generációs V60 méretben nagyobb lesz, mint a V50. A Volvo nem tervezi a V40 és V50-nél alkalmazott belső felépítést, hanem a V70-nél használtat fogja alapul használni.

## "Arculatfinomítás"
A 2008-as V50-en kisebb módosításokat végeztek:
- Kisebb módosítás az orrkúpon
- Módosítások a hátsó féklámpákon
- Új kárpit és karfa
- Aktív Xenon fényszórók beépítése
- Új audió rendszerek
- Turbónyomás növelése
- Hat sebességes automata váltó
- Új dízelmotor: 1.8 dízel